# Diana Cabrera
Diana Cabrera (7 agosto 1993) è una cestista argentina.

## Carriera
Con l'Argentina ha disputato quattro edizioni dei Campionati americani (2011, 2013, 2015, 2021).